# Festival de Sumpango

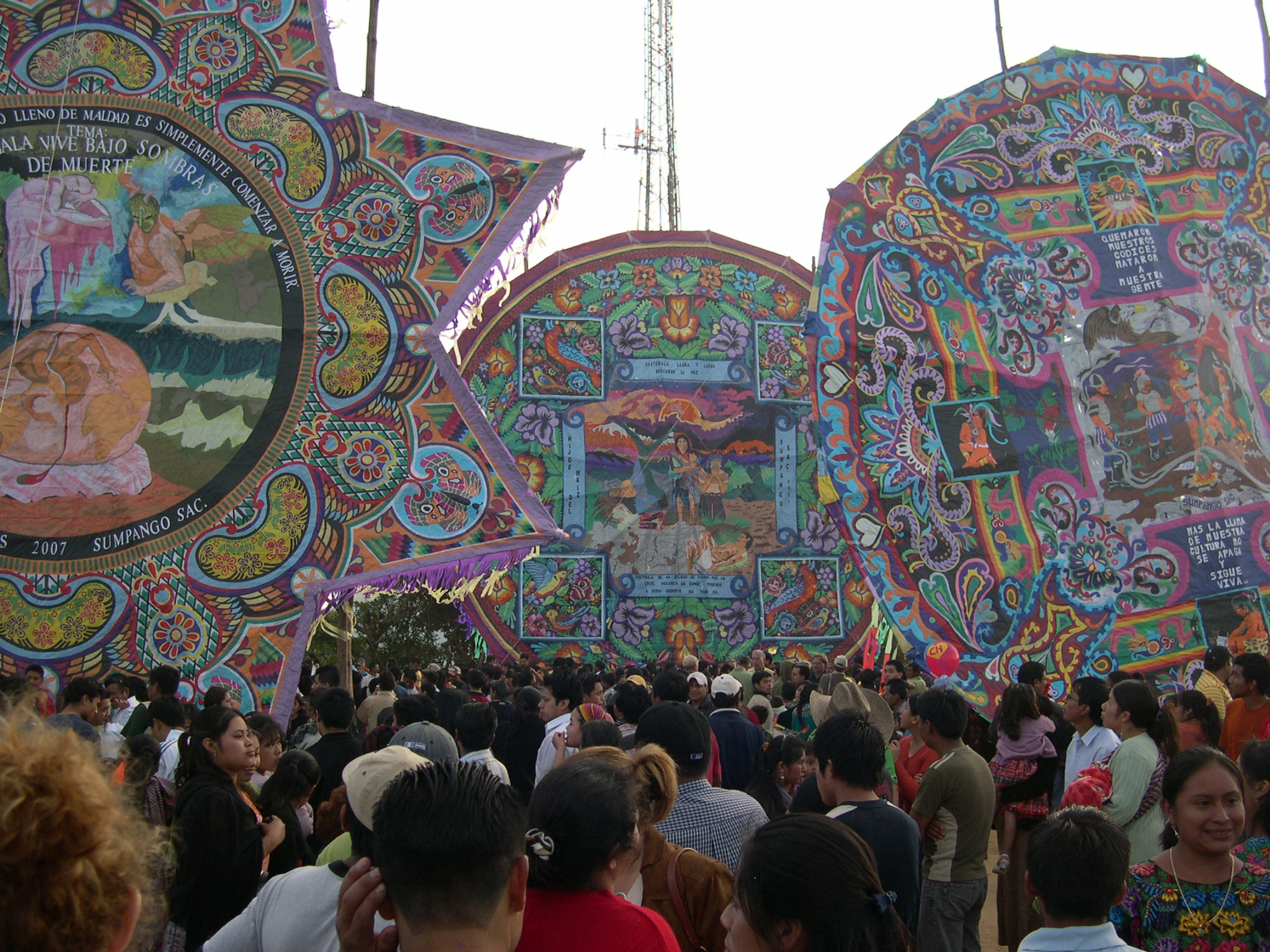
Barriletes gigantes de Sumpango.

El Festival de Sumpango, también conocido como el festival de barriletes gigantes, es un evento cultural que se celebra todos los años el 1 de noviembre en el pueblo de Sumpango, departamento de Sacatepéquez, Guatemala. Al día de Todos los Santos, la población de Sumpango se reúne en el campo de fútbol ubicado al lado del cementerio para participar en un concurso de barriletes gigantes. Cada barrilete es elaborado desde meses atrás y participa en un concurso de creatividad y de vuelo.El 4 de noviembre de 2024, la UNESCO declaró la técnica de fabricación de los barriletes gigantes de Santiago Sacatepéquez y Sumpango como un Patrimonio Cultural Intangible de la Humanidad.
El festival existe desde hace varios siglos y fue reconocido como patrimonio cultural de Guatemala por el Ministerio de Cultura y Deportes, el 30 de octubre de 1998. También recibió la Orden del Patrimonio Cultural por el presidente Óscar Berger Perdomo, cuando el 17 de febrero del 2022 fue declarado como Patrimonio Cultural Intangible de la Nación.

## Barriletes gigantes: una tradición ancestral

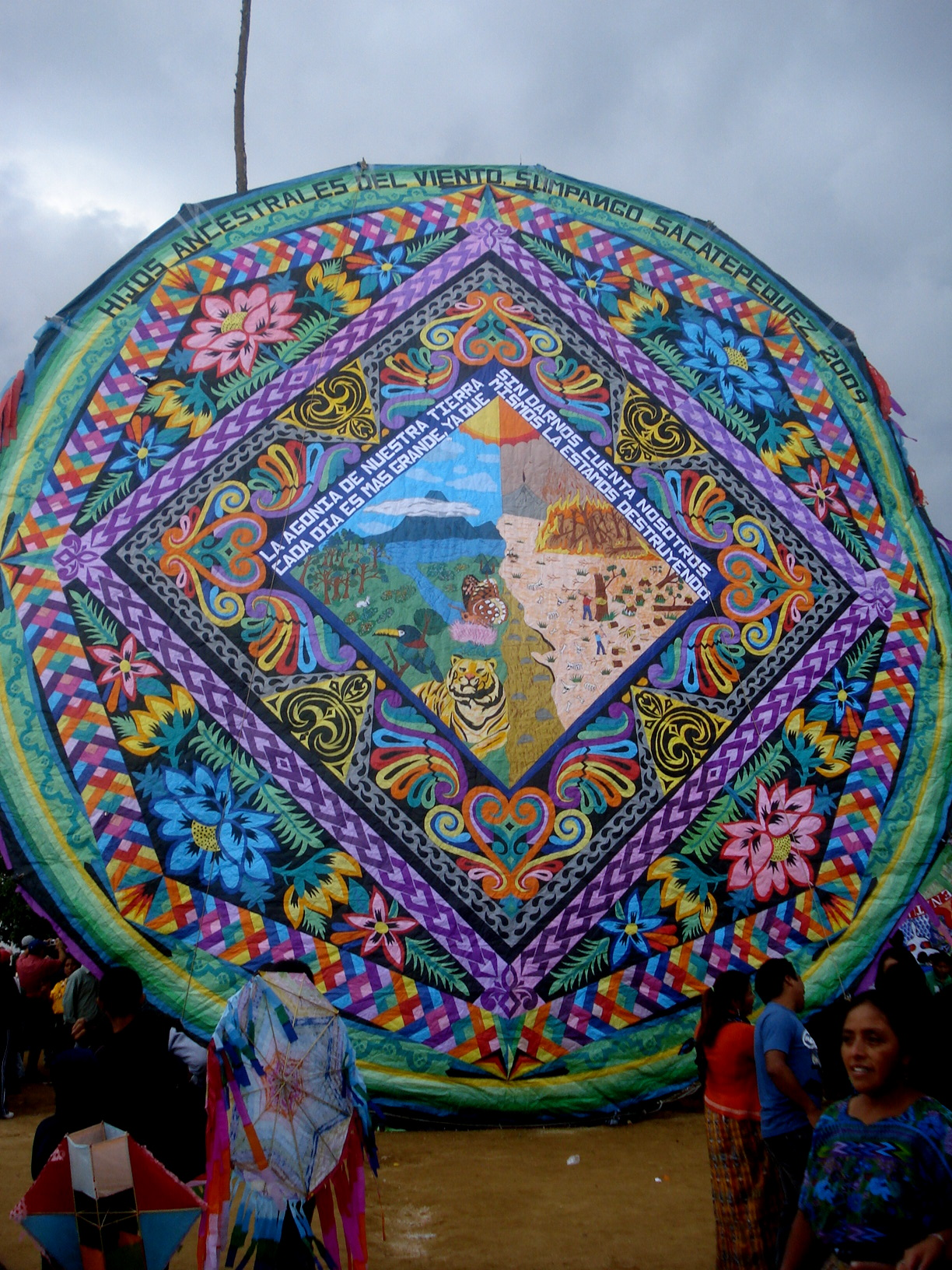
Barrilete gigante de los "Hijos ancestrales del viento" en 2009.

El Festival de Barriletes se celebra en Sumpango, Sacatepéquez, desde tiempos ancestrales, pues, anualmente las familias del área recuerdan a los parientes fallecidos elevando al cielo cometas multicolores. En 2008, se celebró el festival por trigésima ocasión consecutiva.
De acuerdo con una leyenda popular del municipio, cada 1 de noviembre los espíritus malignos invadían el cementerio para molestar a las ánimas buenas que descansaban en ese recinto. Tal incomodidad causaba que las almas de los muertos vagaran inquietas por las calles y viviendas humildes de Sumpango.
El relato histórico indica que como el problema persistía con cada advenimiento del “Día de los Muertos”, los sumpangueros decidieron consultar el fenómeno con los ancianos. La solución, recomendada por los guías de la comunidad, fue forzar la retirada de los intrusos remontando pedazos de papel contra el viento.
Según los mayores, el impacto del viento contra el papel alejaría la molestia. Por ese motivo, los lugareños dedicaron horas a confeccionar los objetos que derivaron en cometas o barriletes, cuya creación propició que, finalmente, los espíritus buenos se quedaran tranquilos y dejaran de recibir la visita indeseada.
En 2023, la 45 edición del festival de Barriletes Gigantes de Sumpango tuvo que ser suspendida en octubre solo por las malas condiciones climáticas.Por primera vez se trasladó la fecha. Cuando se realizó, el 1 y 2 de noviembre, más de 100 mil visitantes llegaron para disfrutar del espectáculo, que esta vez duró dos días.Fue la primera vez en 45 años que se hizo durante dos días seguidos. En el festival participan alrededor de 60 colectivos nacionales, que suman al menos, dos mil 720 personas que fabrican sus barriletes.

## Arte, color y mensaje en papel de China

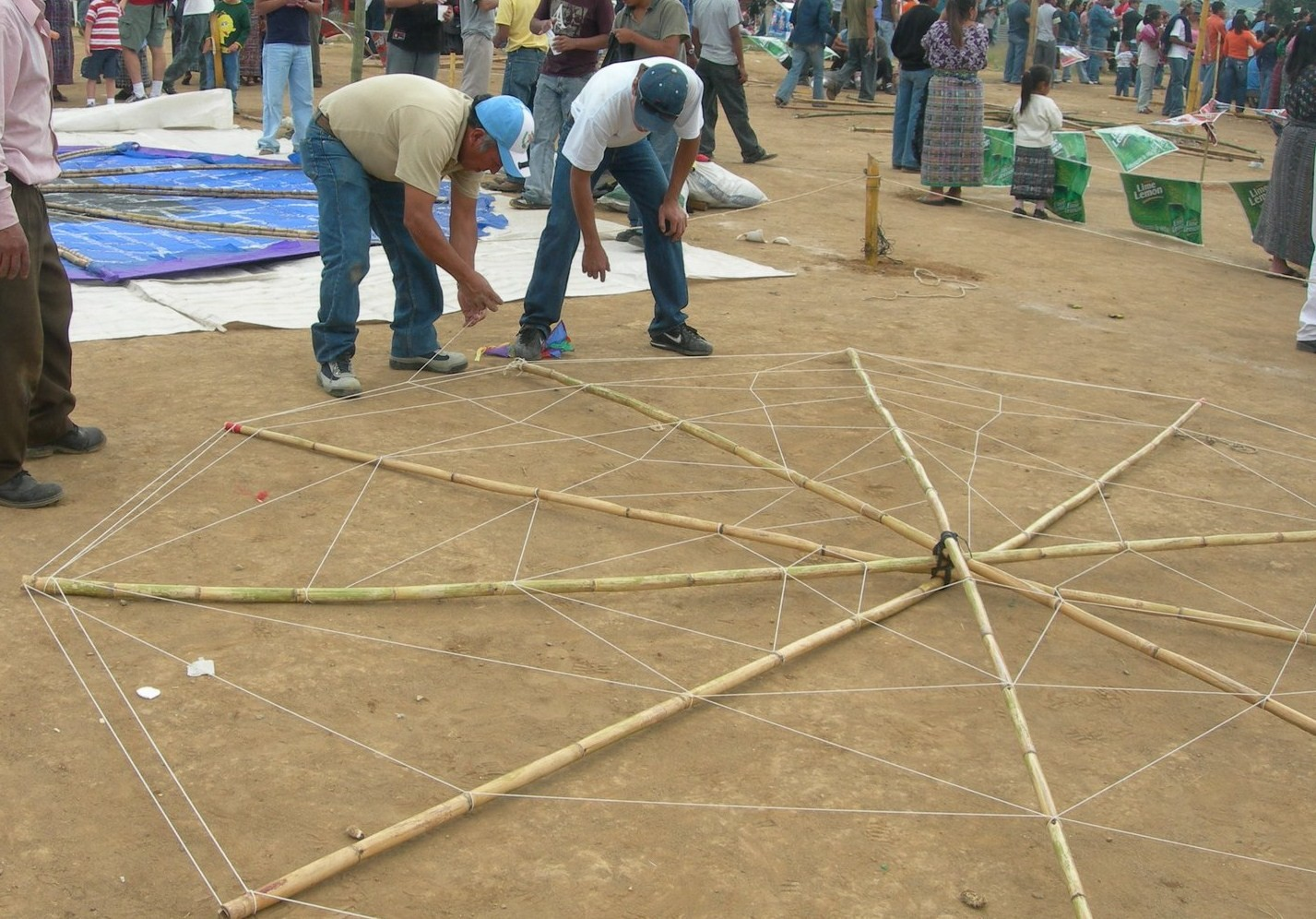
Fabricación de los barriletes

Los barriletes gigantes de Sumpango son una mezcla de arte, tradición y color, a través de los cuales los lugareños transmiten mensajes de unidad, de amor, de fe, de respeto por las costumbres y la Madre Tierra y, en el año 2000, de identificación con los postulados de la Cultura de Paz impulsados por la Organización de las Naciones Unidas para la Educación, la Ciencia y la Cultura (UNESCO). En 2009, para preservar y valorar esta tradición, el Ministerio de Cultura y Deportes firmó un acuerdo ministerial de cooperación de tres años con la Asociación de Santiaguense para el Desarrollo Cultural.
En la exposición de cada “Día de los Difuntos” se presentan cometas de distintas dimensiones, y entre los más grandes están los que van de los 5.5 a los 20 metros de extensión. Elaborar una de estas obras implica una tarea de seis horas diarias e incluso días enteros (durante la noche y la madrugada) durante los 5 meses que preceden al 1 de noviembre.
El costo de un barrilete que sobrepasa los 16 metros tiene un costo aproximado de 3 millones de quetzales, si se toma en cuenta el precio de los materiales y la mano de obra remunerada como artista participante; sin embargo, más allá del costo económico, lo trascendente es el valor simbólico y espiritual que encierra.
Originalidad es una de las cartas de presentación de estas producciones que anualmente se muestran en su terruño, y que también han sido llevadas a países de Europa y América del Sur, en donde han sido apreciadas y aplaudidas. Los miembros de los grupos dedicados al arte barriletero primero definen el mensaje que comunicarán. Después trasladan la idea a un lienzo y crean un boceto a escala, para luego proceder a crear el armazón y dar forma al diseño en el tamaño real.

## Partes de los barriletes
Armazón
Base o estructura que se prepara con caña de veral o de castilla. Su confección ocula la noche del 31 de octubre y madrugada del 1 de noviembre dándole el nombre de LUNADA DEL BARRILETE, el amarre se hacen con cáñamo, lazo o alambre. La idea es que adquiera forma poligonal, aunque en la actualidad varios grupos están dando una nueva forma al barrilete ahora realizan diseños innovadores mostrando no sólo el trabajo en papel de China sino también mostrando nuevos diseños.
La Cola
También llamada Patzunga, sirve para que el barrilete goce de equilibrio cuando levanta vuelo. Se elabora con pedazos de tela y una pita gruesa que parte del centro. La extensión depende del tamaño del barrilete.
Los Flecos
Se hacen con papel de China y sirven para estimular la elevación del barrilete, además de dar equilibrio, por lo que su extensión también va en dependencia del tamaño del barrilete.
Los flecos, la zumbadora y la patzunga de los barriletes, permiten con su ruido milenario, que las ánimas nefastas no invadan al pueblo de San Agustín Sumpango durante el mes de las ánimas.